# Temple mormon de Redlands
Le temple mormon de Redlands est un temple de l’Église de Jésus-Christ des saints des derniers jours situé à Redlands, dans l’État de Californie, aux États-Unis. Il a été inauguré le 14 septembre 2003.